# Julius Spanier
Julius Spanier (geboren am 18. April 1880 in München; gestorben am 27. Januar 1959 ebenda) war ein deutscher Arzt, Mitglied des Bayerischen Senats und Vorsitzender des Landesverbands der Israelitischen Kultusgemeinden in Bayern.

## Leben
Julius Spanier wurde 1880 in München geboren. Er studierte Medizin in München und Berlin und eröffnete dann eine Praxis als Kinderarzt in München. Im Ersten Weltkrieg wurde er in einem Lazarett an der Front eingesetzt. Danach war er wieder in seiner Praxis und als Schularzt tätig. 1919 war er Mitbegründer der Münchner Säuglingsvorsorge.
Nach der Machtergreifung 1933 wurden ihm aufgrund seiner jüdischen Herkunft alle Ämter entzogen und er durfte sich, wie alle jüdischen Ärzte, nicht mehr offiziell als Arzt bezeichnen. Nach den Novemberpogromen 1938 fürchtete er eine Deportation und versteckte sich zunächst im Israelitischen Kranken- und Schwesternheim, wo er einen Herzanfall erlitt. Später wurde er Chefarzt dieses Krankenhauses und verlegte auch seine Wohnung dorthin. Seine Privatpatienten konnte er nur noch nachts besuchen, bedürftige Patienten behandelte er unentgeltlich. Zusätzlich wurde er von der SS zur Tätigkeit als Vertrauensarzt beim Einsatz jüdischer Zwangsarbeiter und als Lagerarzt im Sammellager Berg am Laim verpflichtet. Im Juni 1942 wurde das Israelitische Krankenhaus zwangsweise aufgelöst und er wurde, als erster Münchner Arzt, nach Theresienstadt deportiert. Dort war er bis zum Kriegsende inhaftiert und als Arzt tätig. Er und seine Frau Zippora gehören zu den wenigen Münchner Juden, die den Holocaust überlebten.
Nach dem Krieg war Spanier von 1946 bis 1955 Chefarzt und Leiter der Kinderklinik an der Lachnerstraße. Er war Präsident der Israelitischen Kultusgemeinde München und Oberbayern, von 1947 bis 1953 Vorsitzender des Landesverbands der Israelitischen Kultusgemeinden in Bayern und ab 1948 Vorstand der Gesellschaft für christlich-jüdische Zusammenarbeit. Von 1947 bis 1951 war er Mitglied des Bayerischen Senats. 1958 wurde ihm der Bayerische Verdienstorden verliehen.
Julius Spanier starb 1959 in München. Er ist auf dem Neuen Israelitischen Friedhof in München begraben. Am Gebäude der ehemaligen Kinderklinik an der Lachnerstraße 39 erinnert seit 1960 eine Gedenktafel an ihn.